# Ла Палацета - индустријска зона (Перуђа)
Ла Палацета - индустријска зона је насеље у Италији у округу Перуђа, региону Умбрија.
Према процени из 2011. у насељу је живело 153 становника. Насеље се налази на надморској висини од 184 м.